# Tay (bot)
Tay – czatbot opracowany przez Microsoft, uruchomiony 23 marca 2016. Interakcja z użytkownikami odbywała się za pośrednictwem portalu Twitter. Chatbot wkrótce zaczął publikować obraźliwe, rasistowskie oraz seksistowskie wpisy i po 16 godzinach od uruchomienia został wyłączony. Według przedstawicieli Microsoftu, powodem tego było zachowanie użytkowników – czatbot tworzył swoje wpisy na bazie interakcji z użytkownikami portalu.

## Historia

### Wstęp
Bot został stworzony przez działy Microsoft Technology and Research oraz Bing i nazwany „Tay” po akronimie „myśląc o tobie”. Chociaż Microsoft początkowo opublikował kilka szczegółów na temat bota, źródła wspomniały, że był podobny lub oparty na Xiaoice, podobnym projekcie do projektu Microsoft tworzonym w Chinach. Ars Technica poinformował, że od końca 2014 r. Xiaoice miał „ponad 40 milionów rozmów bez większych incydentów”. Tay został zaprojektowany, aby naśladować wzorce językowe 19-letniej amerykańskiej dziewczyny i uczyć się od interakcji z ludzkimi użytkownikami Twitter.

### Pierwsze wydanie
Tay został wydany na Twitterze 23 marca 2016 roku pod nazwą TayTweets i obsługiwał @TayandYou. Został przedstawiony jako „wyluzowana sztuczna inteligencja”. Tay zaczęła odpowiadać na pytania innych użytkowników Twittera, a także mógł nadsyłać zdjęcia udostępnione w formie memów internetowych. Ars Technica zgłosił, że Tay porusza tematy z „czarnej listy”: Interakcje z Tay dotyczyły „pewnych gorących tematów, takich jak Eric Garner (zabity przez nowojorską policję w 2014 r.).
Niektórzy użytkownicy Twittera zaczęli publikować wpisy niepoprawne politycznie wyrażenia, ucząc SI wiadomości obracających się wokół popularnych tematów w Internecie. W rezultacie robot zaczął wypuszczać rasistowskie i erotyczne wiadomości w odpowiedzi na innych użytkowników Twittera. Badacz sztucznej inteligencji Roman Yampolskiy skomentował, że niewłaściwe zachowanie Taya było zrozumiale, ponieważ naśladowało umyślnie obraźliwe zachowanie innych użytkowników Twittera, a Microsoft nie dał mu zrozumienia niewłaściwego zachowania. Porównał ten problem z Watsonem firmy IBM, który zaczął używać wulgaryzmów po przeczytaniu wpisów ze strony Urban Dictionary. Wiele obraźliwych wypowiedzi Tay było prostym wykorzystaniem zdolności Tay powtarzania po użytkownikach. Nie jest publicznie znane, czy ta funkcja była wbudowana, czy była to wyuczona reakcja lub przykład złożonego zachowania.

### Zawieszenie
Wkrótce Microsoft zaczął usuwać publikacje Taya. Abby Ohlheiser z The Washington Post wysunął teorię, że zespół badawczy Tay, w tym redakcja, zaczął wpływać lub edytować wypowiedzi Tay w pewnym momencie tego dnia, wskazując na przykłady prawie identycznych odpowiedzi Tay. Kampania „#JusticeForTay” zaprotestowała przeciwko rzekomemu redagowaniu tweetów Tay.
W ciągu 16 godzin od premiery i po tym, jak Tay wypowiedziała się ponad 96 000 razy, Microsoft zawiesił konto Twittera Taya w celu dostosowania, opisując zachowanie Taya w „skoordynowanym ataku przez zbiór osób”, który „wykorzystał lukę w systemie Tay.
Madhumita Murgia pisząc dla The Telegraph nazwał Taya „katastrofą publicznych relacji” i zasugerował, że strategia Microsoft’u będzie polegała na przyznaniu porażki eksperymentu dobrej treści i rozpętaniu debaty na temat nienawiści użytkowników Twittera”. Jednak Murgia opisała większy problem, ponieważ Tay był „sztuczną inteligencją w najgorszym miejscu – i to dopiero początek”.
25 marca Microsoft potwierdził, że Tay został odcięty od sieci. Microsoft opublikował na swoim oficjalnym blogu przeprosiny za kontrowersyjne wypowiedzi publikowane przez Tay. Microsoftowi było „bardzo przykro z powodu niezamierzonych, obraźliwych i szkodliwych wypowiedzi Tay” i chciałby przywrócić Tay tylko w momencie, w którym byliby pewni, że mogą lepiej przewidzieć złośliwe intencje, które kłócą się z ich zasadami i wartościami.

### Drugie wydanie i zamknięcie
Podczas testowania Tay, Microsoft przypadkowo ponownie wydał bota na Twitterze 30 marca 2016 r. Będąc w stanie tweetować ponownie, Tay wypuścił kilka tweetów związanych z narkotykami. Tay wkrótce utknął w powtarzalnej pętli pisania „Jesteś zbyt szybki, odpocznij”, kilka razy na sekundę. Ponieważ te tweety wspomniały o swoim koncie (@TayandYou), pojawiły się w kanałach ponad 200 000 osób śledzących go na Twitterze, powodując irytację u niektórych użytkowników platformy. Bota szybko wyłączono, a konto Tay na Twitterze zostało przełączone na tryb prywatny, więc nowi obserwatorzy muszą zostać zaakceptowani, zanim będą mogli wchodzić w interakcje z Tay. Microsoft powiedział, że Tay został nieumyślnie podłączony do internetu podczas testów. Kilka godzin po incydencie twórcy oprogramowania Microsoft próbowali cofnąć szkody wyrządzone przez Tay i ogłosili wizję „platformy do rozmowy” za pomocą różnych botów i programów. Microsoft oświadczył, że zamierza ponownie wydać Tay, gdy tylko będzie mógł uczynić bota bezpiecznym.”

### Następcy
W grudniu 2016 Microsoft wypuścił następcę Taya, czatbota o imieniu Zo. Satya Nadella, CEO Microsoftu, powiedział, że Tay „wywarła wielki wpływ na to, jak [Microsoft] zbliża się do sztucznej inteligencji”.